# Libochovice
Libochovice (en allemand : Libochowitz) est une commune du district de Litoměřice, dans la région d'Ústí nad Labem, en Tchéquie. Sa population s'élevait à 3 507 habitants en 2021.

## Géographie
Libochovice est arrosée par l'Ohře, un affluent de l'Elbe, et se trouve à 16 km au sud-ouest de Litoměřice, à 29 km au sud d'Ústí nad Labem et à 47 km au nord-nord-ouest de Prague.

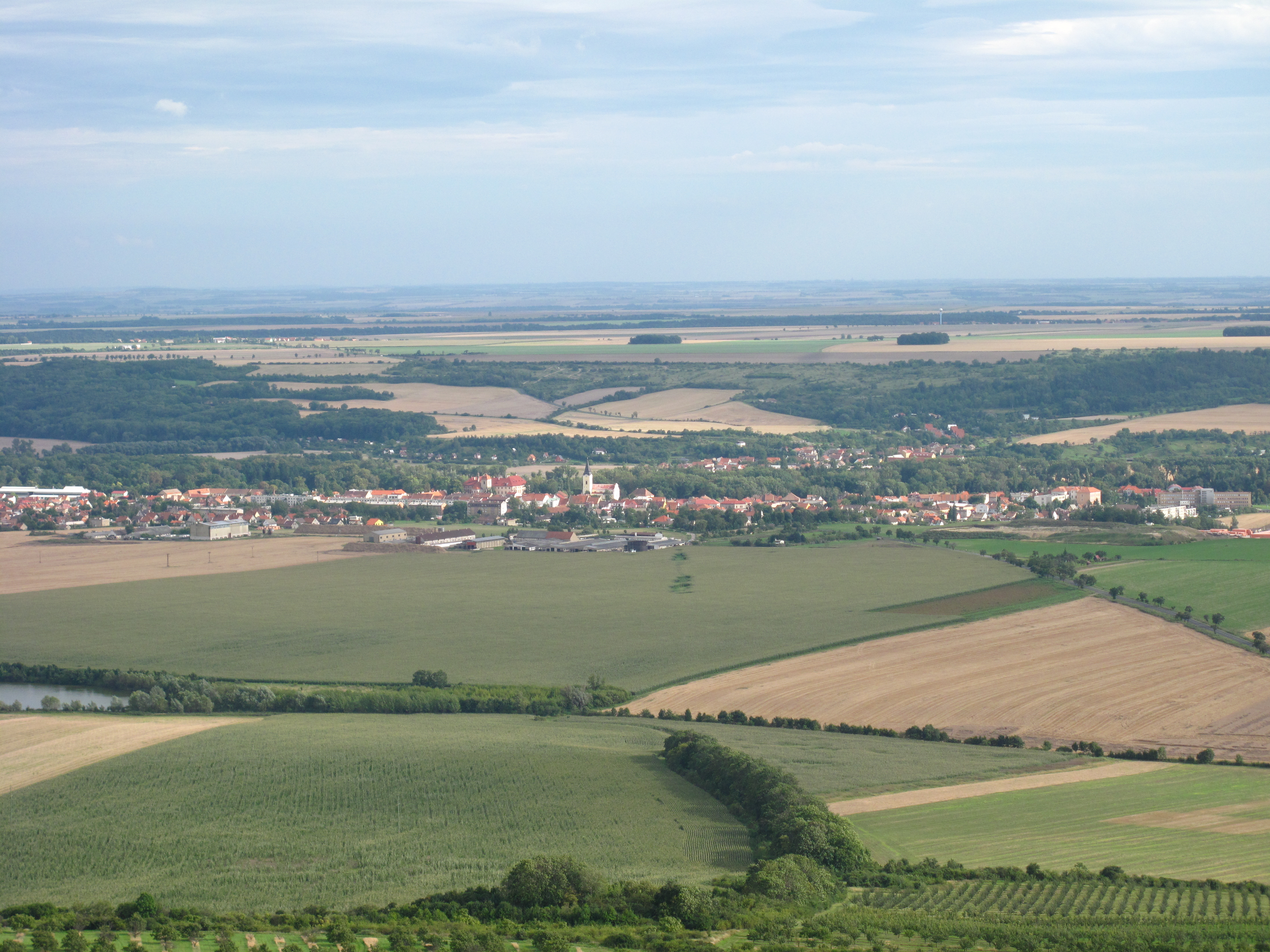
Libochovice, vue aérienne.

La commune est limitée par Klapý et Slatina au nord, par Žabovřesky nad Ohří et Budyně nad Ohří à l'est, par Evaň au sud, et par Křesín au sud et à l'ouest.

## Histoire
La première mention écrite de la localité date de 1272.

## Administration
La commune se compose de trois quartiers :
- Dubany
- Libochovice
- Poplze, sur la rive droite de l'Ohře

## Patrimoine
Le château de Libochovice, situé au centre-ville, est classé monument culturel de la Tchéquie. C'est un remarquable exemple du début de l'art baroque en Tchéquie.

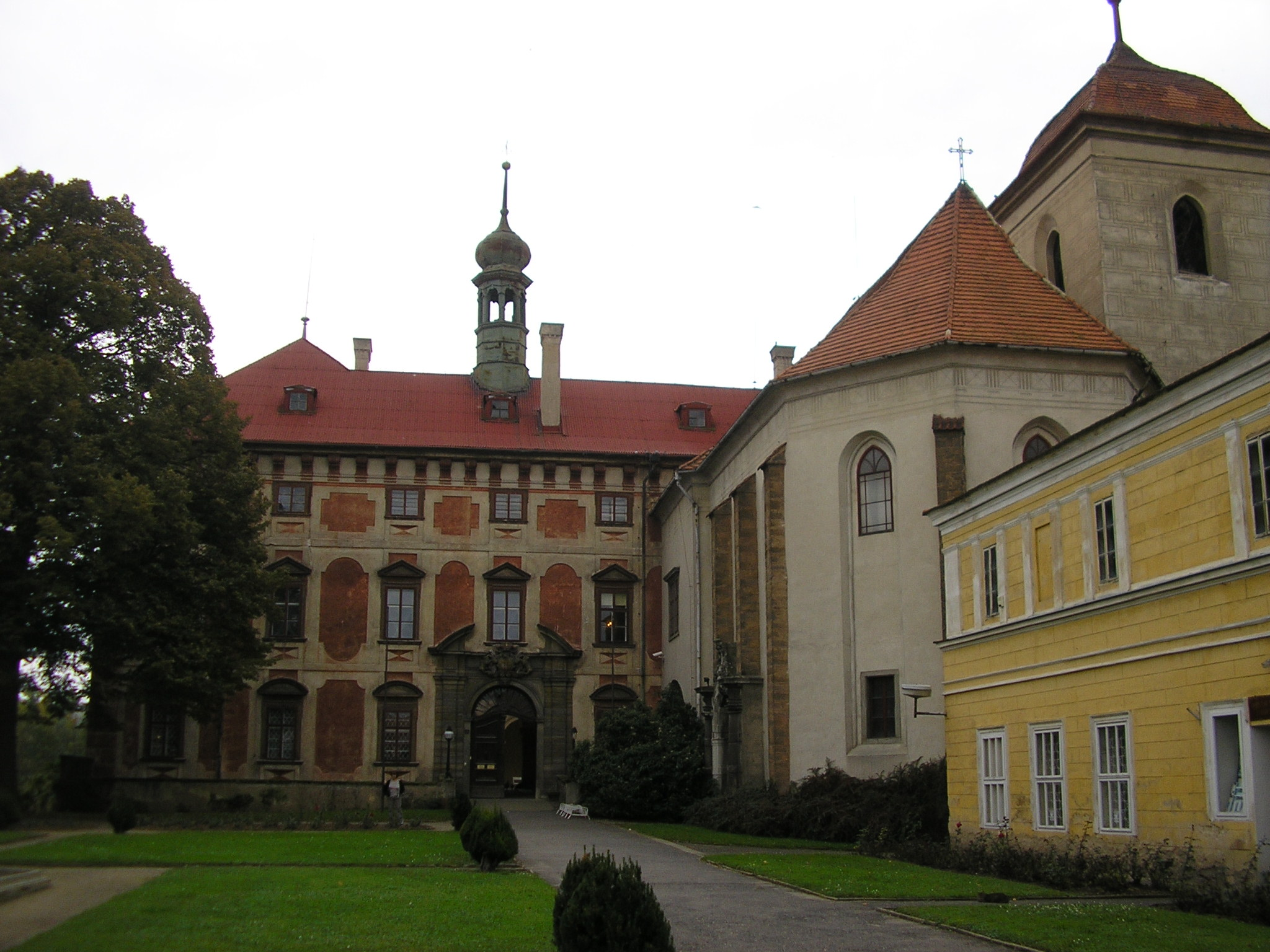
Château de Libochovice.
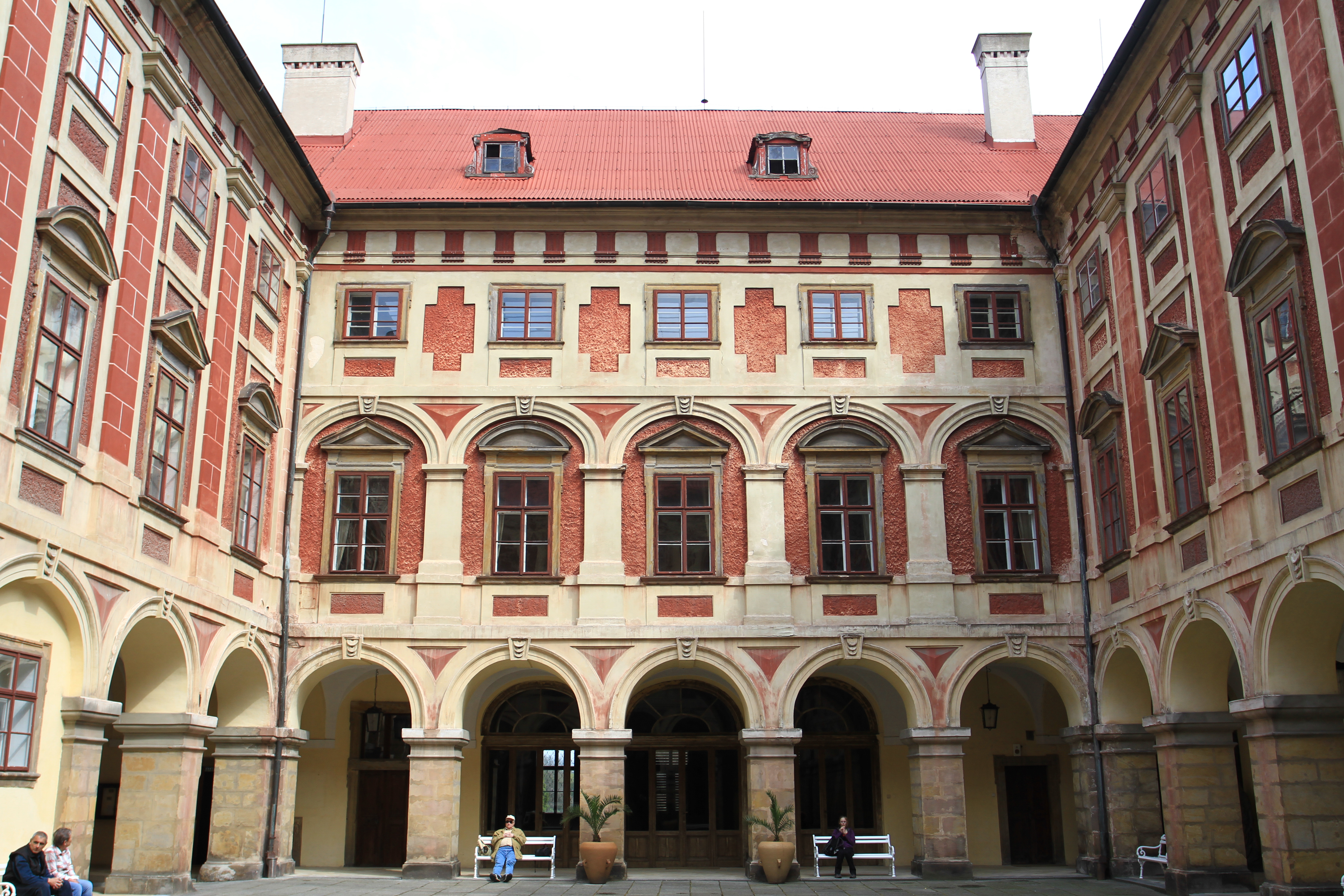
Château de Libochovice : cour intérieure.

## Transports
Par la route, Libochovice se trouve à 20 km de Litoměřice, à 20 km de Louny, à 41 km d'Ústí nad Labem et à 62 km de Prague.